# Premio César per il miglior film dell'Unione europea
Il premio César per il miglior film dell'Unione europea (César du meilleur film de l'Union européenne) è un premio cinematografico francese assegnato in sole tre edizioni dei Premi César, dal 2003 al 2005.

## Albo d'oro
I vincitori sono indicati in grassetto, a seguire gli altri candidati.
- 2003: Parla con lei (Hable con ella), regia di Pedro Almodóvar
  - 11 settembre 2001 (11'9"01 September 11), regia di Youssef Chahine, Amos Gitai, Alejandro González Iñárritu, Shōhei Imamura, Claude Lelouch, Ken Loach, Samira Makhmalbaf, Mira Nair, Idrissa Ouédraogo, Sean Penn e Danis Tanović
  - Gosford Park, regia di Robert Altman
  - L'uomo senza passato (Mies vailla menneisyyttä), regia di Aki Kaurismäki
  - Sweet Sixteen, regia di Ken Loach
- 2004: Good Bye, Lenin!, regia di Wolfgang Becker
  - Dogville, regia di Lars von Trier
  - Magdalene (The Magdalene Sisters), regia di Peter Mullan
  - La meglio gioventù, regia di Marco Tullio Giordana
  - Respiro, regia di Emanuele Crialese
- 2005: Un bacio appassionato (A Fond Kiss), regia di Ken Loach ex aequo La vita è un miracolo (Život je čudo), regia di Emir Kusturica
  - La mala educación, regia di Pedro Almodóvar
  - Mondovino, regia di Jonathan Nossiter
  - Sarabanda (Saraband), regia di Ingmar Bergman